# Carlo Marochetti
Carlo Marochetti, o Marocchetti (Torino, 14 gennaio 1806 – Passy, 28 dicembre 1867), è stato uno scultore italiano.

## Biografia
Il padre Vincenzo era un abile avvocato al servizio di Napoleone.
Ben presto la famiglia si trasferì a Parigi, acquistando il castello di Vaux-sur-Seine (maniero abitualmente frequentato da Carlo Botta, Bernardino Drovetti ed altri nobili piemontesi).
Studiò a Parigi presso il classicista Bosio e a Roma all'Accademia. Fu presente alle esposizioni della Royal Academy di Londra. Le sue opere sono caratterizzate da un'impronta romantica.

### Opere

#### Torino

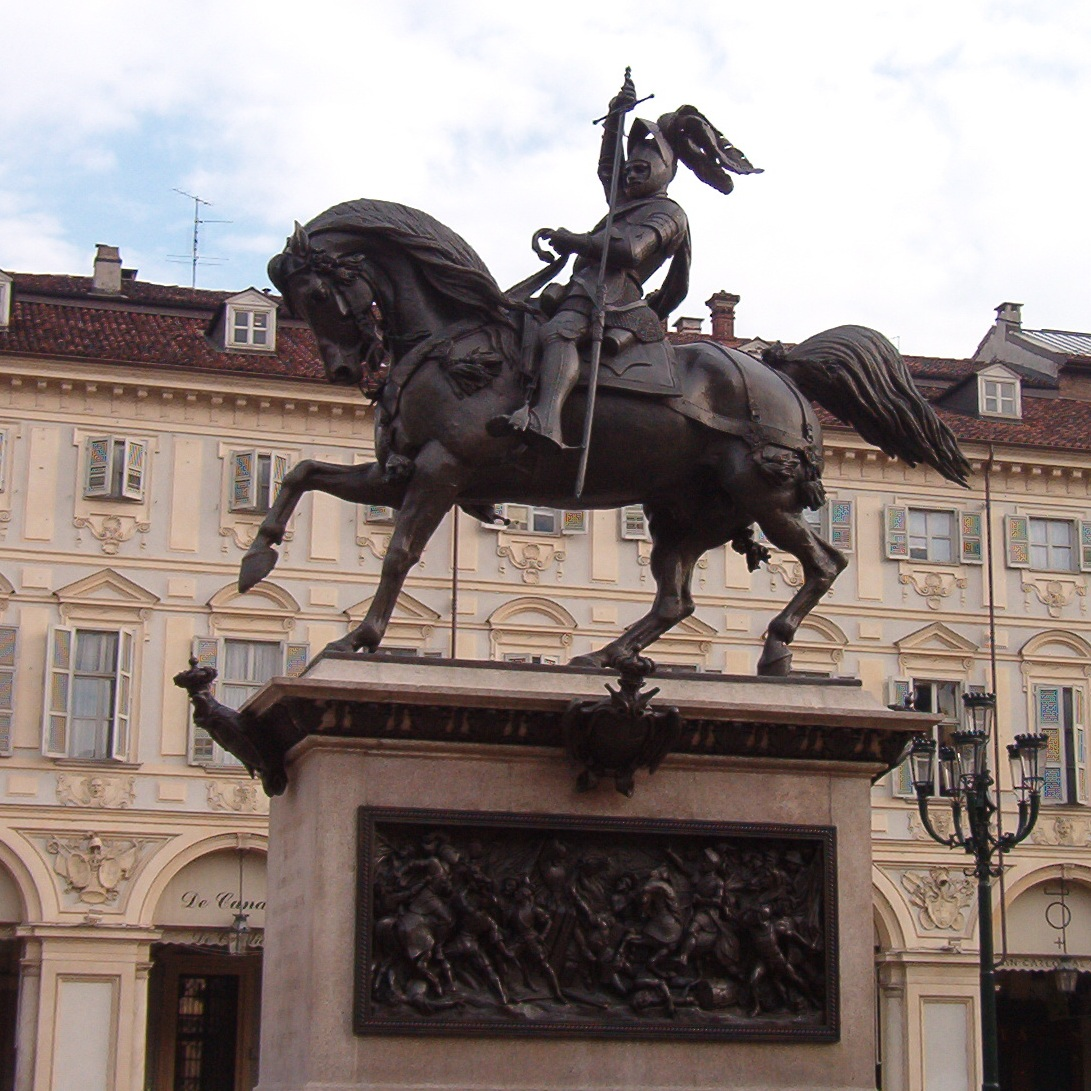
Emanuele Filiberto di Savoia

Nel 1838 creò il monumento a Emanuele Filiberto di Savoia, statua fatta in bronzo, comunemente chiamata Caval ëd Brons. Per la stessa città realizzò il monumento a Carlo Alberto di Savoia, collocato nell'omonima piazza nel 1862.

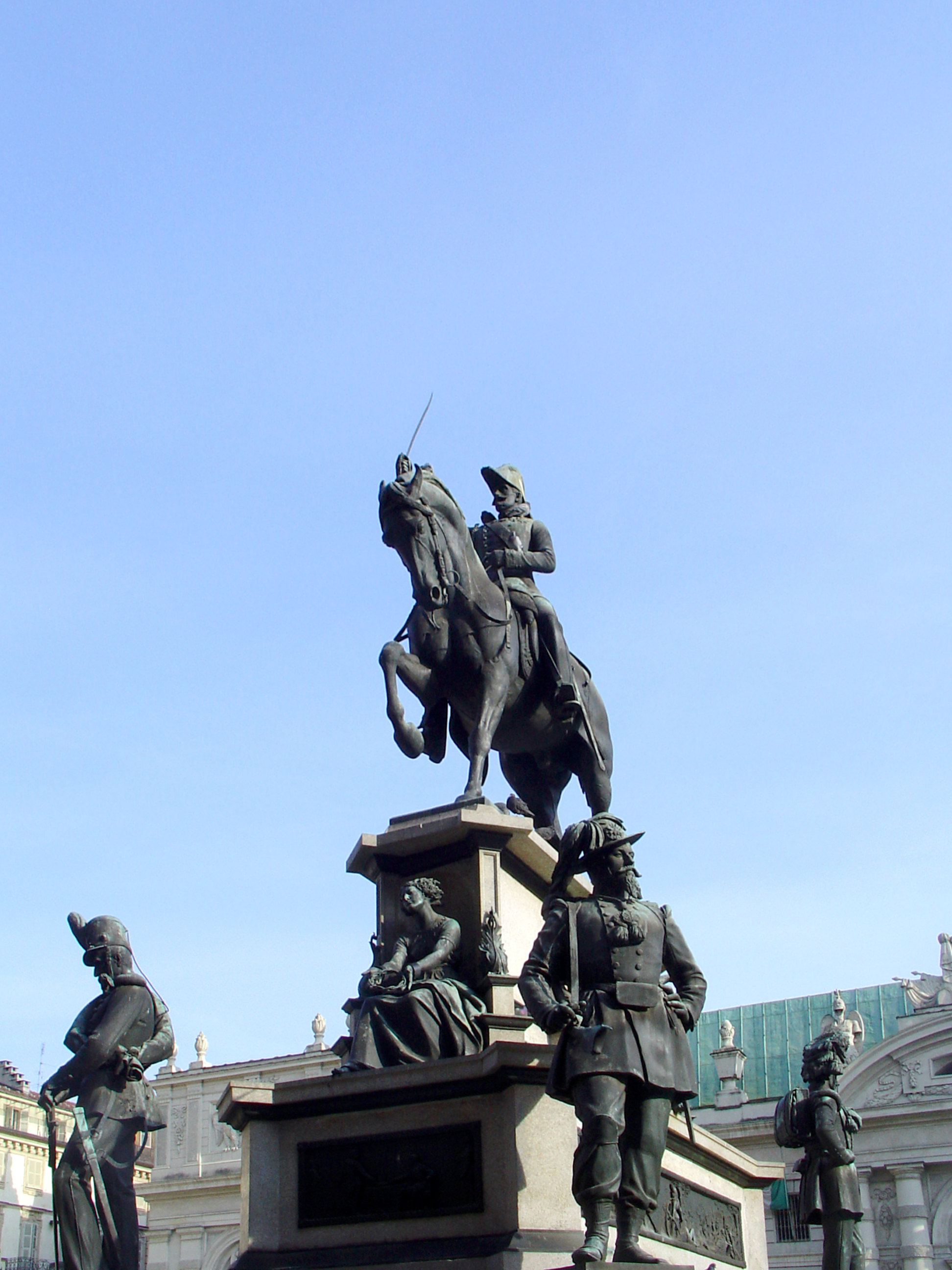
Monumento a Carlo Alberto

#### Parigi
- Creò la statua di San Michele che si trova alla sommità della cuspide della chiesa di Saint-Germain-l'Auxerrois.
- Nella chiesa della Madeleine è presente il gruppo La Maddalena portata in cielo, situato sull'altare maggiore.
- Per l'arco dell'Étoile realizzò dei rilievi con la battaglia di Jemappes.

#### Londra
- Realizzò il monumento a Riccardo I d'Inghilterra, collocato accanto alle Houses of Parliament del Palazzo di Westminster, poco distante da quella del Lord Protettore Olivier Cromwell
- Nell'abbazia di Westminster si trova un busto in marmo dello scrittore inglese William Makepeace Thackeray realizzato da Marochetti[2].
- Modellò il busto di James Stephen, nonno di Virginia Woolf, custodito presso la National Portrait Gallery.

#### Glasgow
Realizzò il monumento al Duca di Wellington, il monumento alla Regina Vittoria e il monumento e al suo consorte Principe Alberto di Sassonia Coburgo.